# 舟田正之
舟田 正之（ふなだ まさゆき、1947年2月6日 - ）は、日本の法学者。専門は経済法。立教大学名誉教授。中国遼寧省大連市出身。

## 略歴
1969年東京大学法学部卒業。1969年同法学部助手。1972年立教大学法学部専任講師。1975年同法学部助教授。1982年同法学部教授。1987年法学部法学科長。2012年立教大学定年退職。同名誉教授。
この他に、日本エネルギー法研究所研究部長（1988-1996）・同理事（1999-2013）、郵政省電気通信審議会委員（1993-2001）、日本経済法学会理事長（2005-2011）、新司法試験考査委員などを務めた。現在も公正取引協会副会長（2008-）、電気通信普及財団理事（2012-）などを務める。

## 研究
経済規制法が専門。特に、電気通信事業法・放送法・電気事業法・ガス事業法の研究など多岐に渡る。

## 主著
- 『独占禁止法』共著　有斐閣　1983
- 『通信新時代の法と経済』共編　有斐閣　1991
- 『情報通信と法制度』有斐閣　1995
- 『独占禁止法概説』共編　有斐閣　2000初版/2015第5版
- 『不公正な取引方法』有斐閣　2009
- 『放送制度と競争秩序』有斐閣　2011
- 『電力改革と独占禁止法・競争政策』有斐閣、2014
- 「取引開始時における優越的地位の濫用」立教法学98号、2018